# Арістонік
Арісто́нік (дав.-гр. Αριστονικος; р. н. невід. — 129 до н. е.) — син пергамського царя Евмена II і наложниці, що захопив владу в державі після смерті Аттала III і правив під іменем Евмена III. Очолив повстання рабів і міської бідноти проти Риму і місцевих рабовласників, яке охопило всю Малу Азію.
Арістонік боровся за незалежність Пергаму і мріяв створити «державу Сонця», де пануватимуть рівність і свобода. Повстанці розбили військо каппадокійського царя Аріарата V і римського консула Публія Красса.
129 до н. е. консул Марк Перперна захопив Арістоніка у полон і відіслав його до Рима, де його було закатовано. Повстання було придушене військом консула Манія Аквілія.